# Benedict Joseph Fenwick
Benedict Joseph Fenwick SJ (3 de septiembre de 1782 - 11 de agosto de 1846) fue un obisco católico estadounidense, jesuita y educador que fue Obispo de Boston desde 1825 hasta su muerte en 1846, y el fundador de la Universidad de la Santa Cruz en Massachusetts. Anteriormente fue dos veces presidente de la Universidad de Georgetown y estableció varias instituciones educativas en Nueva York y Boston.
Nacido en Maryland, Fenwick ingresó en la Compañía de Jesús y comenzó su ministerio en la ciudad de Nueva York en 1809 como copastor de la iglesia de San Pedro. Luego se convirtió en párroco de la original Catedral de San Patricio y más tarde en vicario general y administrador apostólico de la diócesis de Nueva York. En 1817, Fenwick se convirtió en presidente de la Universidad de Georgetown, permaneciendo unos cuantos meses antes de que se le encomendara la tarea de resolver un antiguo cisma en la iglesia de Santa María en Charleston, Carolina del Sur. Permaneció en la ciudad como vicario general para la Arquidiócesis de Baltimore hasta 1822, cuando volvió a Georgetown como presidente en funciones.
Fenwick se convirtió en obispo de Boston en 1825, durante un periodo de rápido crecimiento de la población católica de la ciudad debido a la masiva inmigración irlandesa. Al mismo tiempo, los católicos se enfrentaron a un intenso nativismo y anticatolicismo, que culminó con la quema del Convento de las Ursulinas en 1834, las amenazas contra la vida de Fenwick y la formación de la Guardia de Montgomery. Fenwick también se ocupó de los conflictos parroquiales, poniendo finalmente una iglesia de Boston bajo interdicto. Estableció iglesias, escuelas, instituciones de caridad y periódicos en toda la diócesis que abarcaban toda Nueva Inglaterra. Entre ellos, el periódico The Pilot y la Universidad de la Santa Cruz.

## Primeros años de vida
Benedict Joseph Fenwick nació el 3 de septiembre de 1782 en la mansión de Beaverdam en Leonardtown, Maryland, hijo de George Fenwick II, hacendado y agrimensor, y de Margaret Fenwick, de apellido de soltera Medley. Sus antepasados paternos provenían de Northumberland in el Noreste de Inglaterra. El tatarabuelo de Benedict, Cuthbert Fenwick, emigró a América en la expedición del Arca y la Paloma de 1633, y fue uno de los primeros colonos católicos de la provincia británica de Maryland. El hermano mayor de Benedict fue Enoch Fenwick, que también llegaría a ser un destacado jesuita, y su primo fue Edward Fenwick, que llegaría a ser dominico y obispo de Cincinnati.
Cuando la familia de Fenwick se mudó de Leonardtown a Georgetown, en el Distrito de Columbia, Fenwick fue matriculado en la Universidad de Georgetown en 1793. Con la intención de entrar en el sacerdocio, comenzó sus estudios de teología en 1801, y demostró ser un buen estudiante, obteniendo los más altos honores académicos. Al terminar sus estudios de filosofía, fue designado como profesor en la universidad, donde enseñó hasta 1805.
Ese año Fenwick ingresó al seminario de Santa María en Baltimore, pero solo permaneció un año, antes de que la Compañía de Jesús, que había sido suprimida por el Papa, fuera restaurada en Estados Unidos. Por lo tanto, él y su hermano fueron de los seis primeros en entrar al recién restaurado noviciado jesuita, el 10 de octubre de 1806. El 12 de marzo de 1808, Fenwick fue ordenado sacerdote en la Universidad de Georgetown por Leonard Neale, obispo coadjutor de la arquidiócesis de Baltimore.

## Ministerio de Nueva York

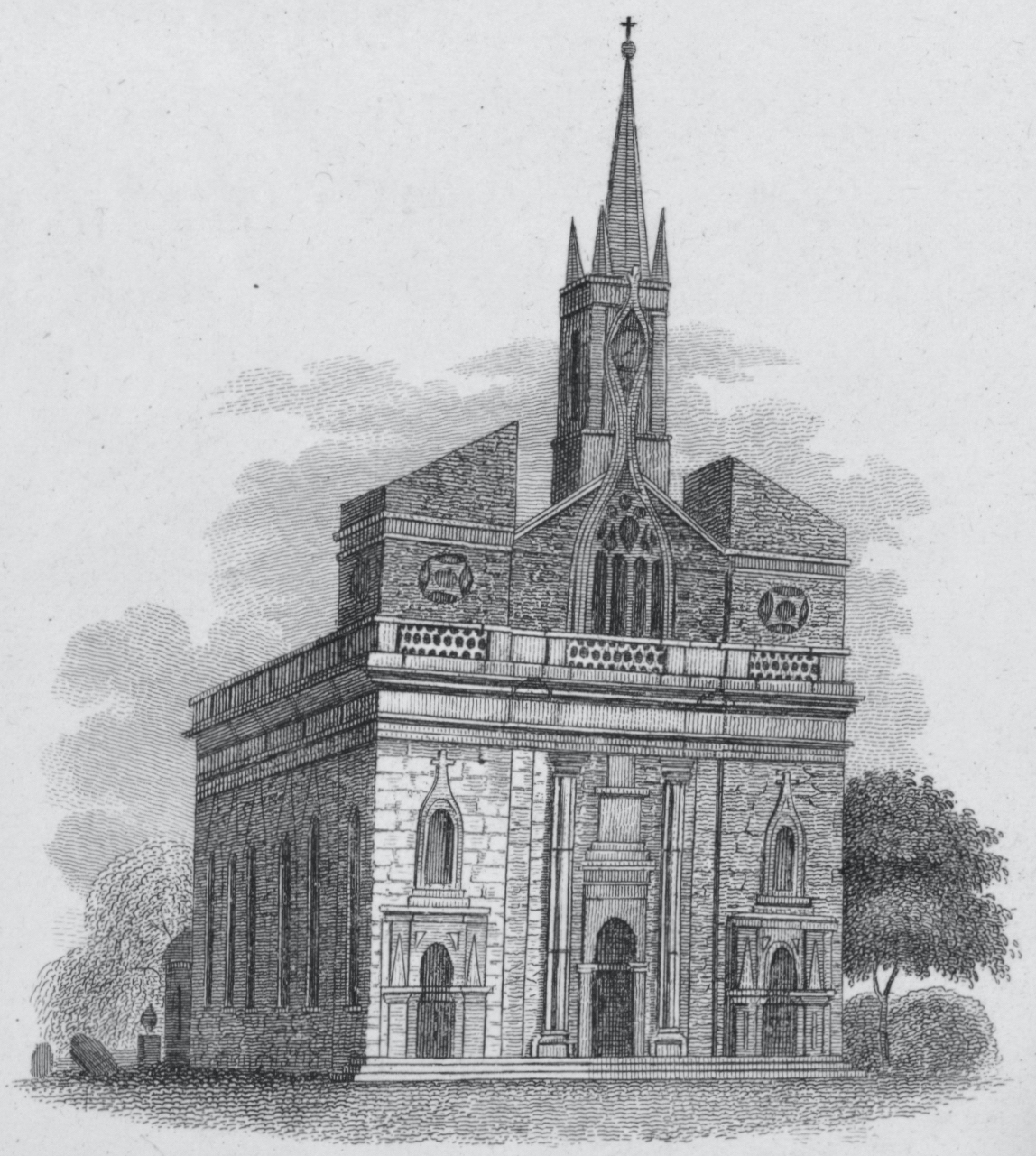
El original St. La catedral de Patrick, cuando aparezca durante Fenwick tiempo allí

En noviembre de 1808, Fenwick fue enviado, junto con Anthony Kohlmann, a ejercer el ministerio entre los católicos de la ciudad de Nueva York, donde fueron puestos a cargo de la iglesia de San Pedro, la única iglesia católica de la ciudad. Colaboró en el establecimiento de la Institución Literaria de Nueva York, la segunda escuela de los jesuitas en la ciudad de Nueva York.  Como una rama del Georgetown College, la institución fue dirigida por cuatro escolásticos jesuitas de Georgetown, con Fenwick como presidente. El colegio se fundó en 1808, en una casa de la calle Mulberry, frente al futuro lugar de la catedral de San Patricio. Permaneció allí poco tiempo, antes de trasladarse a Broadway en septiembre de 1809; se trasladó de nuevo en marzo de 1810 a un terreno "alejado del campo", al norte de los límites de la ciudad de Nueva York. Este nuevo emplazamiento se convertiría en la ubicación de la nueva catedral de San Patricio, en el centro de Manhattan.
El colegio se desarrolló rápidamente, matriculando a los hijos de varias familias católicas y protestantes prominentes, y su plan de estudios hacía hincapié en el estudio del Latín, el griego antiguo y el francés. Sin embargo, el superior de los jesuitas en los Estados Unidos, Giovanni Antonio Grassi, determinó que no había suficientes jesuitas en los Estados Unidos para mantener tanto Georgetown como la Institución Literaria de Nueva York. A pesar de que Kohlmann deseaba cerrar Georgetown, Grassi se puso del lado del grueso de los jesuitas nativos de Maryland y ordenó el cierre del colegio de Nueva York en 1813, disolviéndose oficialmente en abril de 1814. La responsabilidad del centro fue transferida a la orden de los trapenses.
Durante su estancia en Nueva York, Fenwick y Kohlmann fueron llamados por el fallecido Thomas Paine, a su casa de Greenwich Village. Habiendo sido tratado sin éxito por varios médicos, Paine buscó a los sacerdotes para que le curaran. Intentaron convencerle de que renunciara a toda una vida de escritos en los que denunciaba el cristianismo, a lo que él los despidió airadamente de su casa.
Fenwick trabajó junto a Kohlmann como pastor de la antigua catedral de San Patricio desde 1809 hasta 1815. Cuando Kohlmann fue llamado a Maryland en 1815, Fenwick le sustituyó como pastor de la iglesia de San Pedro y como administrador apostólico de la diócesis de Nueva York. Durante su mandato, consiguió cientos de conversiones al catolicismo en toda la diócesis. Fenwick estuvo presente en la dedicación formal de la antigua catedral de San Patricio en 1816. También elaboró los diseños de la nueva catedral de San Patricio, cuya construcción se completaría después de que él dejara Nueva York. El sacerdote dominico Charles Ffrench sucedió a Fenwick como párroco de San Pedro, y John Power se convertiría en el siguiente párroco de la antigua catedral de San Patricio en 1825. Fenwick se convirtió en vicario general de la diócesis para el obispo John Connelly en 1816, sustituyendo a Kohlmann, y permaneció en el puesto hasta abril de 1817.

## Georgetown College y Carolina del Sur
Fenwick se convirtió en presidente del Georgetown College y en pastor de la Iglesia de la Santísima Trinidad el 28 de junio de 1817, sustituyendo a Grassi en el primero, y a Francis Neale en el segundo. Ese mismo año, Ambrose Maréchal, arzobispo de Baltimore, envió a Fenwick a Charleston, Carolina del Sur, donde había un cisma de larga data en una iglesia católica local. Fue reemplazado en Georgetown por Anthony Kohlmann, y en la Santísima Trinidad por Theodore M. DeTheux.
Fenwick llegó a Charleston en el otoño de 1818 como vicario general de la archidiócesis de Baltimore para la ciudad. Su misión era resolver la disputa eclesiástica, en la que los administradores laicos de la iglesia de Santa María, predominantemente irlandesa, se negaban a aceptar a un sacerdote francés como pastor, y desafiaban las órdenes del arzobispo Leonard Neale para que su deseado pastor se trasladara a otra parroquia.  Con tensiones de larga data, los parroquianos de habla francesa e inglesa se negaban a asistir a los servicios que se celebraban en el idioma del otro.Fenwick resolvió la disputa predicando sermones por sí mismo, en los que alternaba entre el francés y el inglés. Como párroco, viajó por todas las Carolinas para ministrar. Fenwick permaneció en Charleston un año después de la construcción de la nueva Diócesis de Charleston y el nombramiento de John England como el primer obispo en 1820.
En mayo de 1822, Fenwick regresó a Washington D. C. como ministro del Georgetown College y procurador de los jesuitas en los Estados Unidos. El 15 de septiembre de 1825, el provincial superior de la misión jesuita, Francis Dzierozynski, volvió a nombrar a Fenwick presidente interino y vicerrector del colegio, ya que el presidente en funciones -su hermano, Enoch- se negó a regresar al colegio después de marcharse a St. Thomas Manor. Su mandato como presidente en funciones duró sólo unos meses antes de ser sustituido por Stephen Lariguadelle Dubuisson. Fenwick pasó entonces a ser brevemente el director espiritual del Monasterio del Monte Carmelo en Port Tobacco, Maryland.

## Obispo de Boston

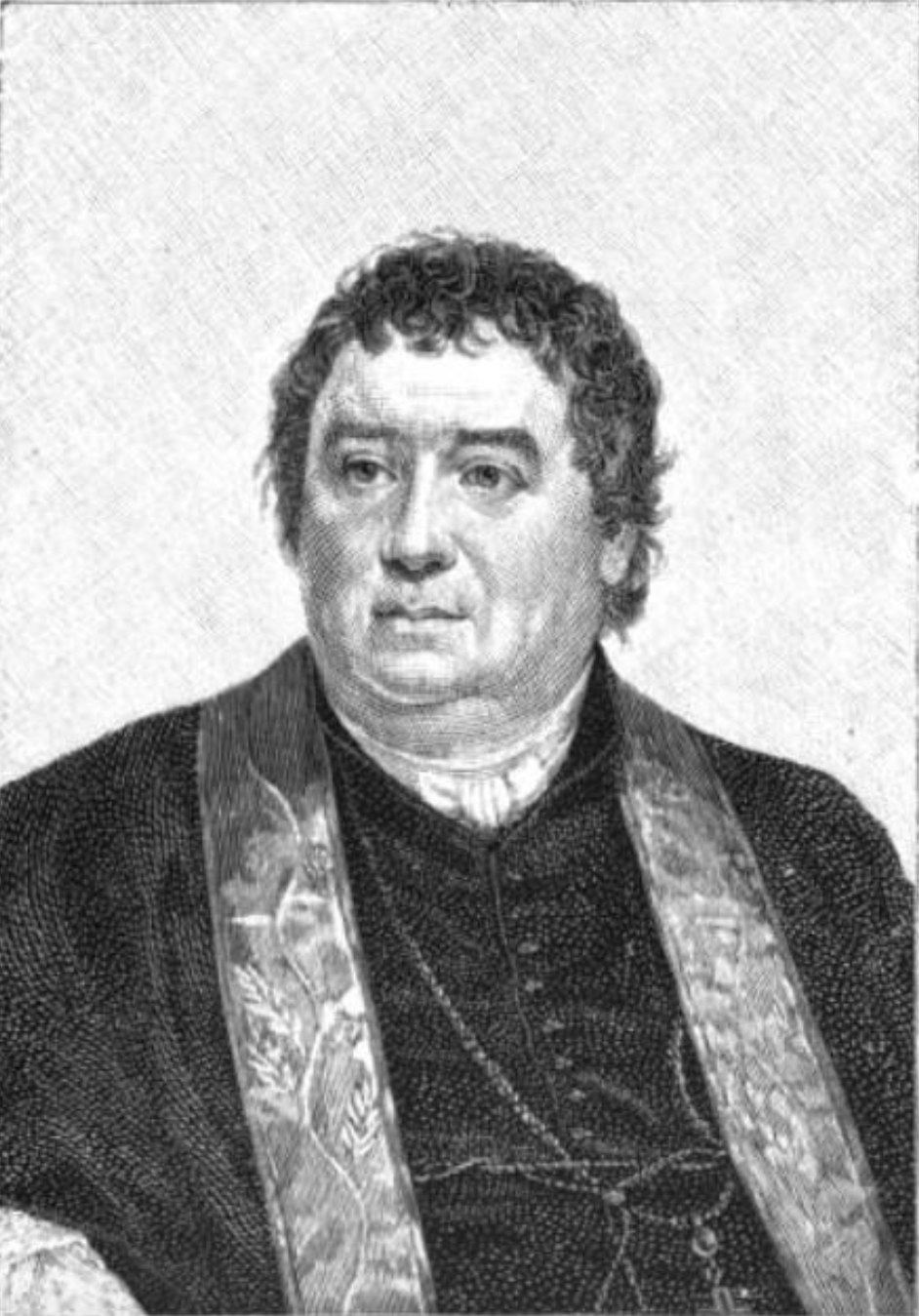
Obispo Benedict Fenwick

Fenwick fue nombrado segundo obispo de Boston por el Papa León XII el 10 de mayo de 1825, sub siguiendo a Jean-Louis Lefebvre de Cheverus. La bula papal notificándole su nombramiento llegó en julio de 1825, y se embarcó en un retiro espiritual de ocho días. Tras su finalización, Fenwick fue consagrado obispo en la Basílica del Santuario Nacional de la Asunción de la Bienaventurada Virgen María en Baltimore el 1 de noviembre. El arzobispo Ambrose Maréchal sirvió como consagrante principal, mientras que los obispos John England y Henry Conwell fueron co-consagrantes. Fenwick llegó a Boston el 3 de diciembre, y formalmente tomó posesión doctrinaria de la Diócesis de Boston en la Catedral original de la Santa Cruz, el 21 de diciembre de 1825.
Aunque la jurisdicción eclesiástica de la diócesis involucraba a toda Nueva Inglaterra, el obispo Fenwick solo tenía dos sacerdotes a su cargo, los cuales servían a tres iglesias católicas, además de la catedral, en toda Nueva Inglaterra: la Capilla de San Agustín en Boston, la Iglesia de San Patricio en Newcastle, Maine, y una pequeña iglesia en Claremont, New Hampshire. En toda Nueva Inglaterra, había aproximadamente 10.000 católicos. Debido a la importante inmigración irlandesa, la población católica en la diócesis creció a al menos 30.000 en 1833. Fenwick viajó por todo el gran territorio para administrar la diócesis y administrar el sacramento de la confirmación. Esto incluyó visitar las tribus Penobscot y Passamaquoddy en Maine, que eran en gran parte católicas, y fueron objeto de un intenso proselitismo por parte de los evangelistas protestantes. Fenwick ordenó la construcción de la iglesia de Santa Ana en Old Town, Maine, para ellos en 1828, y trató de mejorar sus escuelas.
Fenwick asistió al Primer Consejo Provincial de Baltimore convocado en 1829. Se dirigió a la escasez de sacerdotes en su diócesis enviando futuros seminaristas a Maryland y Canadá para ser educados, e incardinando a varios sacerdotes de otras diócesis. También entrenó a varios estudiantes en un seminario improvisado en su residencia episcopal. Como resultado, el número de sacerdotes en la diócesis había aumentado a 24 en 1833. Al mismo tiempo, se fundaron muchas parroquias nuevas en toda Nueva Inglaterra. Al igual que en Carolina del Sur, Fenwick fue un ferviente opositor del fideicomiso laico en la Diócesis de Boston. Con una rápida expansión de población católica en la diócesis, una parte del territorio fue removida para formar la Arquidiócesis de Hartford en 1843. Ese año, John Bernard Fitzpatrick fue nombrado obispo coadjutor de Fenwick, y más tarde lo reemplazaría como obispo de Boston.
Al final del centro episcopal de Fenwick, el número de católicos en la Diócesis de Boston (después de la eliminación de Hartford) había aumentado a 70,000, además de 37 sacerdotes y 44 iglesias. En diciembre de 1845, la salud de Fenwick comenzó a empeorar, debido a una dolencia del corazón. Murió ocho meses después, el 11 de agosto de 1846, en la Catedral de la Santa Cruz en Boston. Después del funeral, su cuerpo fue llevado desde la Catedral de la Santa Cruz hasta la estación de tren, desde donde fue llevado al Colegio de la Santa Cruz y enterrado en el cementerio de la escuela. Bishop Fenwick High School en Peabody, Massachusetts, que abrió sus puertas en 1959, fue nombrada en su honor. La histórica Escuela Benedict Fenwick fue una escuela pública en Boston que funcionó desde 1912 hasta 1981.

### Instituciones Educativas
Una de las primeras tareas de Fenwick fue la creación de la Instituciones educativas católicas en Boston. Estableció una Escuela dominical en la Catedral de la Santa Cruz, donde el mismo Fenwick catequizaba tanto a niños como a sus padres. A esto le siguió la creación de una escuela diurna mixta.  La catedral fue eventualmente ampliada, lo que incluyó la construcción de dos aulas en el sótano para su uso por estas escuelas. Fenwick también invitó a las Hermanas de la caridad de Emmitsburg, Maryland, a Boston para educar niños inmigrantes de la ciudad en 1832. Tres hermanas llegaron el 2 de mayo de 1932 y fundaron la primera institución caritativa católica en Massachusetts, que consistía en un orfanato, una escuela para niñas pobres, y una escuela Dominical. Esta institución se incorporaría en 1843 como Asilo de Huérfanos de San Vicente, y funcionó hasta 1949.

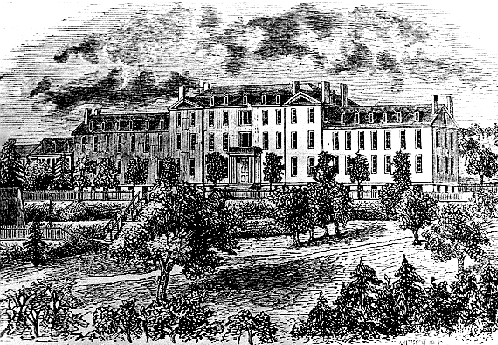
Fenwick Sala en la Universidad del Cross Santo, poco después de su conclusión

Para 1830, la creación de un colegio y seminario católicos se convirtió en la mayor prioridad de Fenwick. En abril del año siguiente compró un terreno junto a la catedral de Boston, donde planeaba abrir un colegio, pero el proyecto se estancó. Deseaba que el colegio fuera dirigido por jesuitas, pero en 1835 ellos declinaron su invitación y su plan para un colegio quedó en pausa.
A tenor del continuo Movimiento de Restauración en los Estados Unidos, Fenwick compró 11,000 acres (4,500 hectáreas) en el condado de Aroostook, Maine, en 1835. El complejo se conoció como Benedicta, y en él se establecieron aserraderos y molinos de grano, así como la agricultura. En ese lugar, pretendía crear un colegio en la zona silvestre, que formaría parte de una comunidad católica utópica más amplia donde los católicos irlandeses de Boston, que vivían en la miseria, podrían reasentarse. Sin embargo, los bostonianos mostraron poco interés en trasladarse a Maine.
Por lo tanto, Fenwick en lugar decidió establecer un colegio en Worcester, Massachusetts, en 60 acres (24 hectáreas) de tierra pertenecientes al sacerdote local James Fitton. Fenwick compró el terreno a Fitton en 1842, y nombró al nievo colegio “Colegio de la Santa Cruz” en honor a la catedral original de Boston. Esta propiedad fue posteriormente completada alcanzando un total de 96 acres (39 hectáreas), y en 1843, Fenwick confió el nuevo colegio a un grupo de Jesuitas enviados desde el Colegio de Georgetown. Ese mismo año, comenzó la construcción del primer edificio del colegio, que más tarde sería conocido como Fenwick Hall.

### Prensa católica
Fenwick creó varios periódicos católicos en la diócesis. El primero fue The Catholic Press, fundado en 1829 en Hartford, Connecticut, y que duró por cinco años. Otro fue The Expostulator, que se estableció en 1830, y fue escrito para los jóvenes; esta publicación duró  por solo dos años. El periódico más duradero de Fenwick fue The Jesuit, o Catholic Sentinel, fundado en Boston en 1829. Más tarde fue conocido como The Pilot, el cual hoy en día es el periódico católico más antiguo que se conserva en Estados Unidos.
También colaboró en la edición del Catholic Laity's Directory, producido por Jhon Power, vicario general de Nueva York, en 1822. Fenwick escribió la historia de la diócesis de Boston desde su fundación hasta 1829, titulada “Memoirs to Serve for the Future Ecclesiastical History of the Diocess of Boston" (Memorias para servir a la futura historia eclesiástica de la diócesis de Boston), pero no llegó a publicarse durante su vida. También dirigió la reimpresión de varios libros de historia católica para la diócesis.

## Anticatolicismo en Nueva Inglaterra
Junto a la catedral de Boston se encontraba un convento de monjas ursulinas quienes también dirigían una escuela gratuita para niñas pobres. Como sus instalaciones eran inadecuadas, Fenwick compró una nueva propiedad para las monjas en Charlestown, hoy ubicada en East Somerville. La compra fue realizada el 17 de julio de 1826, y las monjas instalaron allí un nuevo convento y escuela, completando su mudanza en 1828. Lo nombraron Convento y Academia del Monte Benedicto, en honor al obispo. Como el voto de clausura monástica no les permitía gestionar activamente la construcción de las nuevas instalaciones, ni su ampliación en el año de 1829, Fenwick supervisó gran parte de estas obras. Con el cambio de ubicación de este lugar se produjo un cambio en la misión; la escuela empezó cobrar la matrícula, y aunque admitía a ciertas estudiantes de manera gratuita, pretendía principalmente educar a las hijas de la élite de los residentes protestantes de Charlestown.

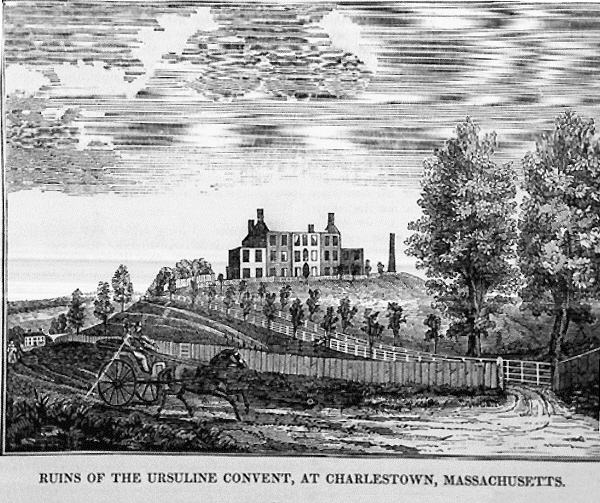
Ruinas del convento de Ursuline en Charlestown después del disturbio de 1834

Nativismo y anticatolicismo estaban muy extendidos en el Gran Boston en esta época. Debido a que los rumores de que los conventos católicos eran centros de inmoralidad eran frecuentes; entre estos, las acusaciones eran que los conventos encarcelaban mujeres contra su voluntad, asesinaban criaturas, y encubrían orientaciones sexuales. Mientras que los protestantes de clase alta estaban dispuestos a enviar a sus hijas a la academia católica, no era la misma situación para los protestantes de clase baja, especialmente para los Congregacionalistas, desconfiaban de la escuela. Estas tensiones condujeron a los Disturbios del convento de las Ursulinas. Debido a esto, el 10 de agosto del año de 1834, se desplegaron carteles en el vecindario que declaraban un ultimátum: a menos que el  convento fuera investigado por la Junta de Ediles de Charlestown, sería "demolido" por los "camioneros de Boston." Razón por la cual, al día siguiente, las autoridades fueron enviadas a inspeccionar el convento. Al salir, un turba de 2,000 personas, con máscaras o con sus caras pintadas, rodearon el convento. Comenzaron, a arrojar ladrillos a través de las ventanas, robaron objetos preciosos del interior, y luego lo incendiaron, esto produjo que las monjas huyeran del sitio. Los bomberos, que compartían en gran medida la actitud de los alborotadores, llegaron  pero no intentaron extinguir el fuego. Como consecuencia de este acto, el cementerio del convento contiguo también fue atacado. Todos los autores, excepto uno, fueron absueltos en un juicio. Además, la legislatura de Massachusetts rechazó reparar la destrucción del convento.
El sentimiento anticatólico en la ciudad no hizo más que aumentar después de los disturbios en el convento, que provocaron la huida de las monjas Ursulinas a Canadá. La tensiones aumentaron constantemente hasta que algunos temieron el inicio de una guerra religiosa. Los concejales de Charlestown prohibieron que los católicos fueran enterrados en el cementerio católico que Fenwick estableció en Bunker Hill. Adicionalmente, se disparó con armas de fuego a una efigie del obispo Fenwick en 1835 y se emitieron amenazas contra su vida. Durante el motín de Broad Street de 1837 se produjeron actos de violencia y destrucción generalizados, y los católicos irlandeses se alzaron con sus armas como guardias de Montgomery. Finalmente, se produjo otro incendio de una iglesia católica en el año de 1838 en Burlington Vermont.

## Disputa en la Iglesia de Santa María

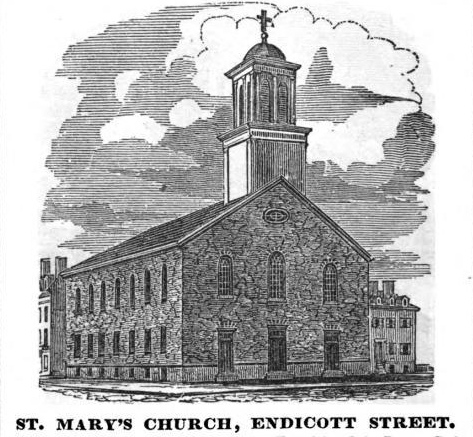
Tras un intenso conflicto, Fenwick puso la iglesia de Santa María de Boston bajo prohibición.

El obispado de Fenwick implicó numerosos conflictos entre los feligreses por el control de sus respectivas iglesias, así como también entre los feligreses y el obispo. Algunas de estas disputas se volvieron violentas incluso hubo llamamientos a abandonar la iglesia católica para crear nuevas iglesias.
Una de estas disputas surgió en la iglesia de Santa María, en el North End de Boston en 1840. En ese año, Patrick O'Beirne y Tomas J. O'Flaherty fueron nombrados copastores de la iglesia irlandesa predominante. La parroquia se dividió rápidamente, y los feligreses que apoyaban a O' Flaherty, que declaraba por un fuerte control laico de la iglesia, y aquellos que respaldaban a  O' Beirne, que defendía el control episcopal. Las divisiones se agudizaron aún más por el apoyo de O' Flaherty al movimiento antialcohólico y su oposición a las Actas de Unión de 1800, que unieron a Irlanda y a Gran Bretaña. En el año de 1842, la congregación estaba tan dividida que a Fenwick le preocupaba que pudiera comenzar una época de violencia. No obstante, él intentó restaurar la paz visitando personalmente la iglesia, y amenazando con la excomunión por desobediencia por parte de las autoridades eclesiásticas, prohibiendo las protestas masivas, y ordenando a los dos pastores que se reconcilien públicamente. Finalmente, Fenwick trasladó a O'Beirne a Providence, Rhode Island a petición de éste.
Sin embargo, ninguno de estos esfuerzos fueron eficaces para restablecer la tranquilidad, y el 20 de febrero de 1842, los partidarios de O'Beirne dieron comienzo un motín durante un servicio de vísperas que presidía O'Flaherty. Los autores de este acto fueron arrestados y procesados, y Fenwick puso la parroquia bajo interdicto durante dos semanas. Luego trasladó a O'Flaherty a Salem, Massachusetts, y retiró a O'Beirne de Providence. No obstante, los partidarios de O'Flaherty exigieron su regreso y organizaron viajes regulares en tren para visitarlo, de este modo la controversia en la iglesia de María llegaría a su fin.